# Danfu
O conde Tai, cujo nome é um honorífico que significa "Grande", também conhecido como rei Tai (embora jamais tenha reinado) ou ainda mais comumente como Guogong Danfu ("Velho Duque, Pai Dan"), foi o fundador e primeiro governante do estado de Zhou da China Antiga, e um precursor da dinastia Zhou.

## Vida
Nascido Ji Dan, ele era filho de Zulei, o duque de Bin, sendo esta a antiga cidade da família Ji.
Em seguimento à aliança ancestral de sua família com a família Jiang de Youtai, Danfu se casou com Taijiang e teve ao menos três filhos. Ele se tornou o governante de Bin após a morte de seu pai, e ficou conhecido como um líder pacífico, generoso e sábio que tinha aversão a conflitos e amava intensamente sua esposa. Algumas histórias dão conta do comportamento promíscuo e desavergonhado do casal, em especial nas parábolas de Mêncio, em que são descritos como fazendo coito em lugares impróprios e incentivando seu povo a distrair-se com lubricidade a fim de viver uma vida mais leve e feliz.
Segundo Sima Qian em seus Registros do Historiador, a grande prosperidade e felicidade que reinava em Bin atraiu o interesse de povos vizinhos, em especial das tribos dos xirong e dos beidi (bárbaros do oeste e do norte). Uma tribo da estirpe dos beidi, os xunyu, então atacou Bin subitamente em busca de seus tesouros estocados. Danfu não tinha defesas e não desejava lutar, então entregou seu tesouro livremente e pediu aos xunyu que o deixassem em paz. No entanto eles logo voltaram seus olhos para Bin novamente, motivados pela fácil vitória anterior, e lançaram novo ataque, agora desejando tomar a cidade e se estabelecer. Diante da sua chegada, Danfu reuniu seu povo e abandonou a cidade para os inimigos, seguindo viagem para o oeste na direção das Montanhas Ocidentais (Qinling). Lá, depois de uma longa viagem a cavalo com Taijiang na sua garupa, ele se deparou com as águas ocidentais que desciam em torno do monte Qi, então desmontou e construiu ali sua cidade, que ficou conhecida como Qixia. Assim foi fundado o estado de Zhou, que três gerações mais tarde dominaria a China e fundaria a dinastia Zhou. Por conta de sua antiga afiliação, Danfu recebeu o apelido de Guogong, que significa "Velho Duque" ou "Antigo Duque", sendo que os governantes de Zhou eram intitulados condes.
Danfu arranjou o casamento de seus filhos com mulheres proeminentes da nobreza chinesa. Seu filho caçula, Jili, casou-se com Tairen, uma parente dos reis de Shang. Quando Ji Chang nasceu dessa união, Danfu o abençoou e imaginou ter visto em seu rosto um portento de bom prenúncio. Ele admirava seu filho Jili e tinha boas esperanças para seu neto Chang, então nomeou Jili seu herdeiro a despeito de seus dois filhos mais velhos, que por sua vez se exilaram em Wu. A história tradicional sustenta que eles o fizeram de boa vontade, mas é mais plausível que o tenham feito em protesto ou mesmo que tenham sido forçados. De todo modo, Jili se tornou o herdeiro do estado de Zhou.
Não se sabe por quanto tempo Danfu governou Bin e tampouco por quanto tempo governou Zhou, mas é possível calcular o tempo da sua morte como sendo por volta do ano 1110 a.C., pois sabe-se que ele viu o nascimento de Ji Chang e que Ji Jili governou por cerca de uma década antes de morrer em 1100 a.C..